# Swea City, Iowa
Swea City, Iowa (енгл. Swea City) град је у америчкој савезној држави Ајова. По попису становништва из 2010. у њему је живело 536 становника.

## Демографија
Према попису становништва из 2010. у граду је живело 536 становника, што је -106 (-16.5%) становника више него 2000. године.
| Група             | 2000.       | 2010.       |
| Белци             | 621 (96,7%) | 528 (98,5%) |
| Афроамериканци    | 0 (0,0%)    | 5 (0,9%)    |
| Азијати           | 1 (0,2%)    | 0 (0,0%)    |
| Хиспаноамериканци | 17 (2,6%)   | 3 (0,6%)    |
| Укупно            | 642         | 536         |